# Tafí Viejo (departamento)
Tafí Viejo é um departamento da Argentina, localizado na província de Tucumã.